# أمارال (لاعب كرة قدم مواليد 1978)
أمارال (بالبرتغالية: Anderson Conrado‏) هو لاعب كرة قدم برازيلي في مركز الدفاع، ولد في 4 أبريل 1978 في ساو باولو في البرازيل. لعب مع نادي باراغواسونسيه الرياضي ونادي برازيل دي بيلوتاس ونادي بيلينينسش ونادي ليتشويس.